# Борское сельское поселение (Новгородская область)
Борское сельское поселение — упразднённое с 12 апреля 2010 года муниципальное образование в Шимском муниципальном районе Новгородской области России.
Административным центром была деревня Бор, расположена в 3 км к западу от Шимска.
Территория сельского поселения располагалось на западе Новгородской области, на левобережье Шелони у её устья, выходит к западному берегу озера Ильмень. По территории протекают реки Шелонь, Мшага, Струпенка и др.
Борское сельское поселение было образовано в соответствии с законом Новгородской области от 11 ноября 2005 года № 559-ОЗ.

## Населённые пункты
На территории сельского поселения были расположены 13 населённых пунктов (деревень): Белец, Бор, Голино, Дубовицы, Ильмень, Маковище, Малиновка, Мшага Воскресенская, Мшага Ямская, Оспино, Северная Поляна, Старый Шимск и Теребутицы.

## Транспорт
По территории сельского поселения проходит автотрасса А116.